# T-7 (航空機・アメリカ)
ボーイング T-7A レッドホーク
アメリカ空軍のT-7A
- 用途：高等練習機
- 製造者：ボーイング・サーブ[1]
- 運用者： アメリカ合衆国（アメリカ空軍）
- 初飛行：2016年12月20日
- 生産数：1,000機(予定)[2]
- 生産開始：2017年3月2日
- 運用開始：2026年(予定)
- ユニットコスト：1,900万USドル[3]

ボーイング/サーブ T-7（Boeing/Saab T-7）は、ボーイングとサーブにより開発されたアメリカ合衆国とスウェーデンの高等練習機。
アメリカ空軍で運用中で、初就役から半世紀以上経ったノースロップ（現・ノースロップ・グラマン）T-38 タロンを置き換えるための高等練習機（TX）プログラムの勝者として、2018年9月27日にアメリカ空軍によって選定された。2019年9月16日に制式名称を「T-7A レッドホーク」とすることが発表された。

## 開発
ボーイングT-Xは2016年9月13日に発表され、初飛行は2016年12月20日に行われた。開発では、三次元モデリングや風洞実験の仮想現実化などのデジタル化で、開発に要する時間とコストが短縮された。
2018年9月27日、ボーイングT-XがT-38に代わってアメリカ空軍の新しい高等練習機になることが正式に発表された。導入にあたっては、機体の性能や運用コストのみではなくフライトシミュレータや脱出訓練用シミュレータ、兵器訓練用シミュレータなど、実機を用いない訓練装置の完成度が評価された。予定は351機とフライトシミュレータ46台であり、予算は92億USドルとされている。

## 設計

### 機体
ボーイングT-7Aは単発ジェット機で、肩翼配置の主翼と双垂直尾翼を有する。主翼は前縁付け根に機動性を高めるためのストレーキ、前縁にはスラット、後縁にフラッペロンを持つ。水平尾翼は全遊動式で、主翼のフラッペロンと垂直尾翼の方向舵と共に操縦翼面を構成する。動翼の操縦はフライ・バイ・ワイヤで行われる。水平尾翼と垂直尾翼の安定板は左右同形で、損傷時にも容易に交換できるようになっている。
着陸装置は引き込み式三輪で、いずれもシングルタイヤである。ブレーキは主輪のみ装備する。

### 操縦席
射出座席はボーイングACESIIの改良型であるコリンズACES5で、対地速度0-550kn、脱出高度0-1万5,240m、パイロットの体重は45-205kgと対応可能な速度・高度・体重いずれも向上している。操縦席は後席が前席より高いタンデム座席で、グラスコックピット化してタッチパネルや多機能ディスプレイを採用した先進コックピットである。操縦桿はジョイスティック式で、ボーイング製の機体で軍用・民用通して初めて、右側にシフト配置したサイドスティック式である。風防は、整備や点検、交換が容易な横開きのキャノピーを採用した。
T-7AはT-38より高度なアビオニクスを搭載しており、F-35への移行を想定した訓練が可能である。T-7には、F-35に搭載されているヘッドマウントディスプレイが仕様に盛り込まれなかったため、従来のヘッドアップディスプレイが搭載されている。これらの機器は、今後運用される新たな機器への交換や追加が可能である。

### エンジン
エンジンはゼネラル・エレクトリック社のF404-GE-103ターボファンエンジンを搭載している。このエンジンはF/A-18C/DのF404-GE-402をT-7用に改修したもので、アフターバーナー使用時の定格出力が抑えられている。また胴体後部のエンジン搭載部は下方に大きなアクセスパネルがあり、エンジンを機体下部から着脱できるため、整備効率が大幅に向上している。
搭載されている燃料タンクはブラダー式燃料より安全性が高い単一壁式で、背部にはオプションでフライングブーム式の空中給油受油装置が装備可能である。

## 運用
T-7Aに関する地上での訓練と支援は、T-38を代替するアメリカ空軍T-X計画のためにボーイングとスウェーデンの航空宇宙グループパートナーであるサーブにより開発・提供されている。ボーイングとサーブは、2013年12月6日にアメリカ空軍T-X計画コンペティションのためのパートナーシップ契約を締結した。アメリカ空軍の主契約者はボーイングで、契約上はアメリカ製の機体とされている。
2019年時点で、日本をはじめとしたF-35を採用した海外諸国への売り込みや軽攻撃機への転用も視野に入れている。また1982年までT-38を運用し、1983年以来40年以上F-16を運用している曲技飛行隊サンダーバーズの代替機の可能性が指摘されている。
2022年4月28日、ボーイングは技術・製造開発段階の初号機が完成し、ロールアウト式典が開催された。初号機の垂直尾翼は赤く塗装されが、これは配備先の第99飛行訓練飛行隊の前身で、第二次世界大戦中に編成された第99追撃飛行隊に所属するP-51Dの尾翼が赤く塗装されていたことに由来する。2023年9月16日、ボーイングはT-7A初号機をアメリカ空軍に納入したことを発表した。

## 採用
- アメリカ空軍 - 351機を調達予定[1]。

## 諸元
諸元はAir Force Magazineによる
- 乗員: 2名
- 全長: 14.30m (46.9ft) または14.15m[1]
- 全幅: 9.33m (30.6ft)
- 全高: 4.11m (13.5ft) または3.99m[1]
- 空虚重量: 3,250kg[1]
- 最大離陸重量: 5,500kg(12,125lb)
- エンジン: ゼネラル・エレクトリック F404-GE-103 ターボファンエンジン×1基
- 推力(アフターバーナー使用時)17,200lb
- 最大速度: 702kn (マッハ 1.04）[1]
- 巡航速度: 526kn (974.14km/h）[1]
- 航続距離: 1,140マイル(990海里)
- 最大高度: 15,240m(50,000フィート)以上